# Geranium argenteum
Geranium argenteum es una especie de planta ornamental perteneciente a la familia Geraniaceae, que es originaria de Europa.

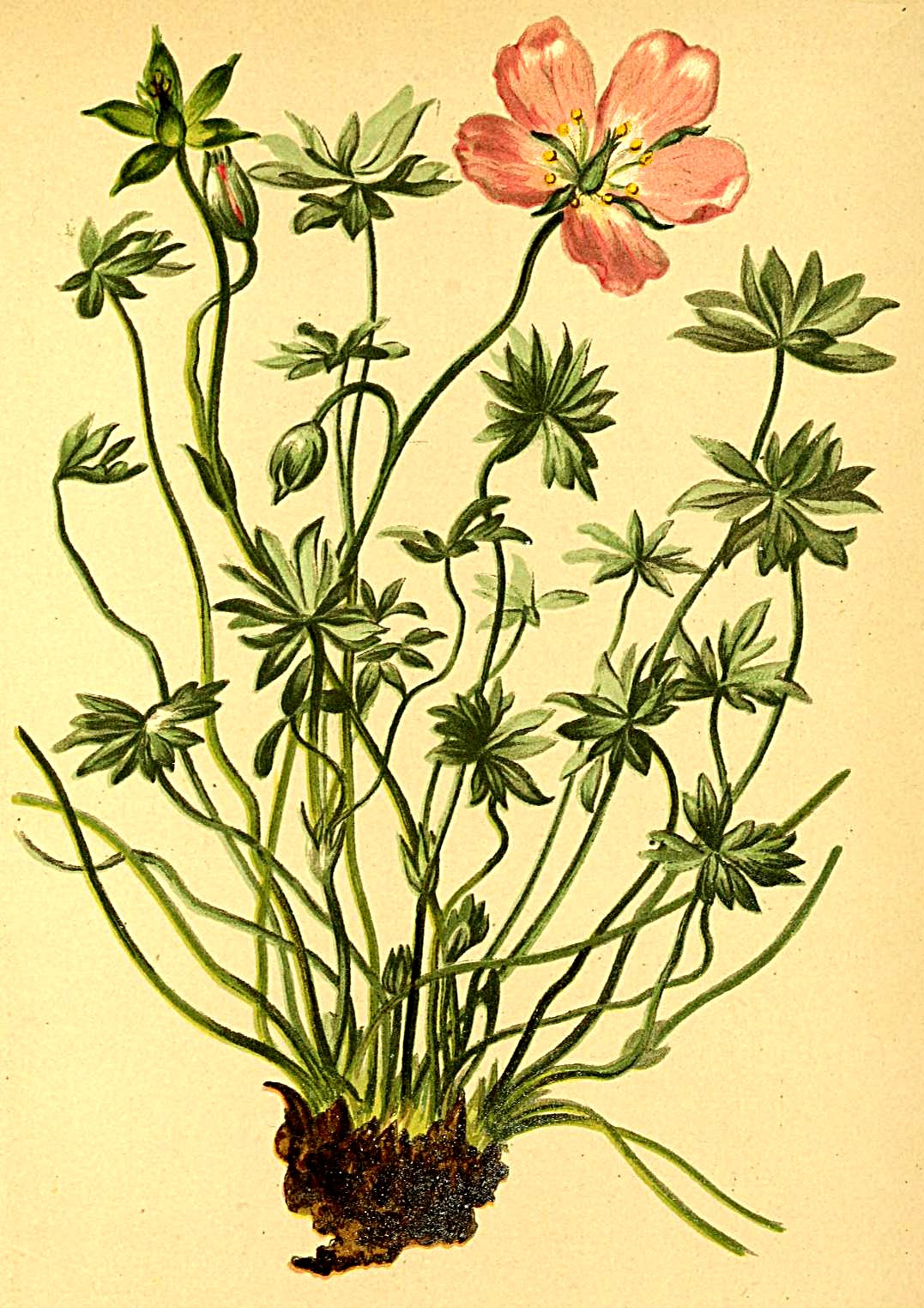
Ilustración

## Descripción
Son herbáceas y un poco cespitosas. La altura varía entre 8-15 cm. La forma orgánica de estas plantas es hemicriptófita rosulada, lo que significa que los brotes están en la invernada a nivel del suelo y protegidos por arena o nieve, y con las hojas dispuestas para formar una roseta basal.

## Taxonomía
Geranium argenteum fue descrita por Carlos Linneo y publicado en Centuria II. Plantarum ... 25. 1756.
Etimología
Geranium: nombre genérico que deriva del griego: geranion, que significa "grulla", aludiendo a la apariencia del fruto, que recuerda al pico de esta ave.
argenteum: epíteto latino que significa "plateado".
Sinonimia
- Geranium argenteum var. lucanum A.Terracc.	[4]